# DDR-Mannschaftsmeisterschaft im Schach 1954
Bei der DDR-Mannschaftsmeisterschaft im Schach 1954 gewann der Titelverteidiger BSG Einheit-Leipzig-Ost nach dem 44. Spiel  die DDR-Mannschaftsmeisterschaft.

## Das 44. Spiel
Das Spiel zwischen Rostock und Leipzig wurde erst mit mehrwöchiger Verspätung nach dem Termin der eigentlichen Schlussrunde ausgetragen. Mit dem Unentschieden sicherte sich Leipzig erneut den DDR-Meistertitel.
|   | Einheit Rostock | Leipzig Ost | 4,0:4,0 |
| - | --------------- | ----------- | ------- |
| 1 | Schlieder       | Schiffer    | remis   |
| 2 | Pakulla         | Kübart      | remis   |
| 3 | Mannsfeld       | Großner     | 1:0     |
| 4 | Wolff           | Starke      | 0:1     |
| 5 | Müller          | Stambke     | 0:1     |
| 6 | Heinrich        | Merkel      | remis   |
| 7 | Niemann         | Trautehold  | 1:0     |
| 8 | Brümmer         | Besser      | remis   |

## Kreuztabelle der Mannschaften (Rangliste)
|    | Verein                   | 1   | 2   | 3   | 4   | 5   | 6   | 7   | 8   | 9   | 10  | Punkte |
| -- | ------------------------ | --- | --- | --- | --- | --- | --- | --- | --- | --- | --- | ------ |
| 1  | Einheit Leipzig Ost      |     | 5,5 | 6,0 | 3,5 | 5,0 | 4,0 | 6,0 | 5,5 | 4,0 | 4,0 | 43,5   |
| 2  | Motor Mitte Berlin       | 2,5 |     | 5,5 | 5,5 | 3,0 | 5,5 | 4,5 | 4,5 | 4,0 | 6,5 | 41,5   |
| 3  | Motor Ost Halle          | 2,0 | 2,5 |     | 5,5 | 5,0 | 4,5 | 5,0 | 5,5 | 3,5 | 5,0 | 38,5   |
| 4  | Motor Jena               | 4,5 | 2,5 | 2,5 |     | 5,5 | 3,0 | 4,0 | 4,5 | 4,5 | 5,5 | 36,5   |
| 5  | Lokomotive Leipzig       | 3,0 | 5,0 | 3,0 | 2,5 |     | 3,5 | 5,5 | 3,5 | 5,0 | 4,5 | 35,5   |
| 6  | Einheit Rostock          | 4,0 | 2,5 | 3,5 | 5,0 | 4,5 |     | 4,5 | 2,5 | 5,0 | 3,5 | 35,0   |
| 7  | Rotation Dresden         | 2,0 | 3,5 | 3,0 | 4,0 | 2,5 | 3,5 |     | 4,0 | 5,5 | 6,0 | 34,0   |
| 8  | Einheit Schwerin         | 2,5 | 3,5 | 2,5 | 3,5 | 4,5 | 5,5 | 4,0 |     | 2,5 | 5,0 | 33,5   |
| 9  | Aufbau Börde Magdeburg   | 4,0 | 4,0 | 4,5 | 3,5 | 3,0 | 3,0 | 2,5 | 5,5 |     | 3,5 | 33,5   |
| 10 | Motor Berlin-Wilhelmsruh | 4,0 | 1,5 | 3,0 | 2,5 | 3,5 | 4,5 | 2,0 | 3,0 | 4,5 |     | 28,5   |

### Abstiegsfrage
Zunächst wurde neben Berlin-Wilhelmsruh auch Magdeburg als Absteiger verkündet, das gegenüber Schwerin die schlechtere reziproke Brettwertung hatte. Laut der Fachzeitschrift "Schach" war dies in der Ausschreibung so vorgesehen, stand aber im Widerspruch zum übergeordneten Regelwerk. Daher setzte das Verbandspräsidium einen Stichkampf an, der nach unentschiedenem Ausgang auch noch wiederholt werden musste. Schwerin und Magdeburg trafen sich zu beiden Stichkämpfen auf halbem Wege in Wittenberge. Das erste Entscheidungsspiel am 14. November 1954 endete 4:4, den Rückkampf am 21. November gewann Magdeburg mit 5:3.

## Die Meistermannschaft
| 1.            | BSG Einheit-Leipzig-Ost                                                |
| Schachfiguren | Schiffer, Kübart, Großner, Starke, Stambke, Merkel, Trautehold, Besser |

## Aufstiegsspiele zur Oberliga
Die Aufstiegsrunde wurde Mitte September 1954 in der Deutschen Sporthalle in Berlin ausgetragen.
|   | Verein              | 1   | 2   | 3   | 4   | 5   | Punkte |
| - | ------------------- | --- | --- | --- | --- | --- | ------ |
| 1 | SG Berlin-Weißensee |     | 5,0 | 3,5 | 4,5 | 6,0 | 19,0   |
| 2 | Aufbau Dresden      | 3,0 |     | 5,5 | 4,5 | 5,5 | 18,5   |
| 3 | Wissenschaft Halle  | 4,5 | 2,5 |     | 4,5 | 5,5 | 17,0   |
| 4 | Motor Staßfurt      | 3,5 | 3,5 | 3,5 |     | 3,5 | 14,0   |
| 5 | Lok Werdau          | 2,0 | 2,5 | 2,5 | 4,5 |     | 11,5   |

In den Mannschaften der Aufstiegsrunde standen u. a. die späteren Großmeister Wolfgang Uhlmann (Dresden) und Burkhard Malich (Staßfurt) sowie der spätere Fernschach-Weltmeister Horst Rittner (Berlin).

## Jugendmeisterschaften
Während für die Altersklasse der Jugend seit 1952 keine veröffentlichten Ergebnisse in der Fachpresse aufzufinden sind, berichtet die Zeitschrift Schach im August 1954 über die erstmals ausgetragene Mannschaftsmeisterschaft der Schüler.
| Altersklasse | männlich            | weiblich                      |
| ------------ | ------------------- | ----------------------------- |
| Schüler      | Grundschule Pößneck | Käthe-Kollwitz-Schule Potsdam |

Der Bericht vermerkt interessanterweise: Bezeichnend ist das gute Abschneiden der Dörfer und Kleinstädte, wogegen nicht eine einzige Großstadt der DDR eine spielstarke Schülermannschaft aufweisen kann.